# Den unge konstnären Ditlev Blunck skärskådar en skiss i spegeln
Den unge konstnären Ditlev Blunck skärskådar en skiss i spegeln (danska: En ung kunstner (Ditlev Blunck) betragter en skitse i et spejl) är en oljemålning av Wilhelm Bendz från 1826, som är ett av den danska guldålderns många konstnärsporträtt.

## Målningen
Wilhelm Bendz har i målningen avporträtterat sin studiekamrat Ditlev Blunck, vilken har tagit sig en paus för att utforska en skiss till en porträttmålning, som han har gjort till ett porträtt av Jørgen Sonne, vilken i sin tur håller på att avporträttera sin bror, gravören Carl Edvard Sonne. Ditlev Blunck håller upp sin skiss framför en spegel för att se kompositionen spegelvänd.
Målningen gjordes 1826, vid en tidpunkt då Wilhelm Bendz var sysselsatt med att fundera över konstnärens nya roll, i en tid då konstnärerna inte längre sågs som hantverkare utan som "andligt" eller kreativt verksamma personer, mer som konstnärer betraktas idag än som de tidigare betraktades. Wilhelm Bendz målade under 1820-talet en rad porträtt av konstnärer i arbete.

## Proveniens
Målningen köptes av danska staten från konstnären på en utställning på Charlottenborg i Köpenhamn 1826. Den finns på Statens museum for kunst i Köpenhamn.

## Andra konstnärsporträtt av Wilhelm  Bendz

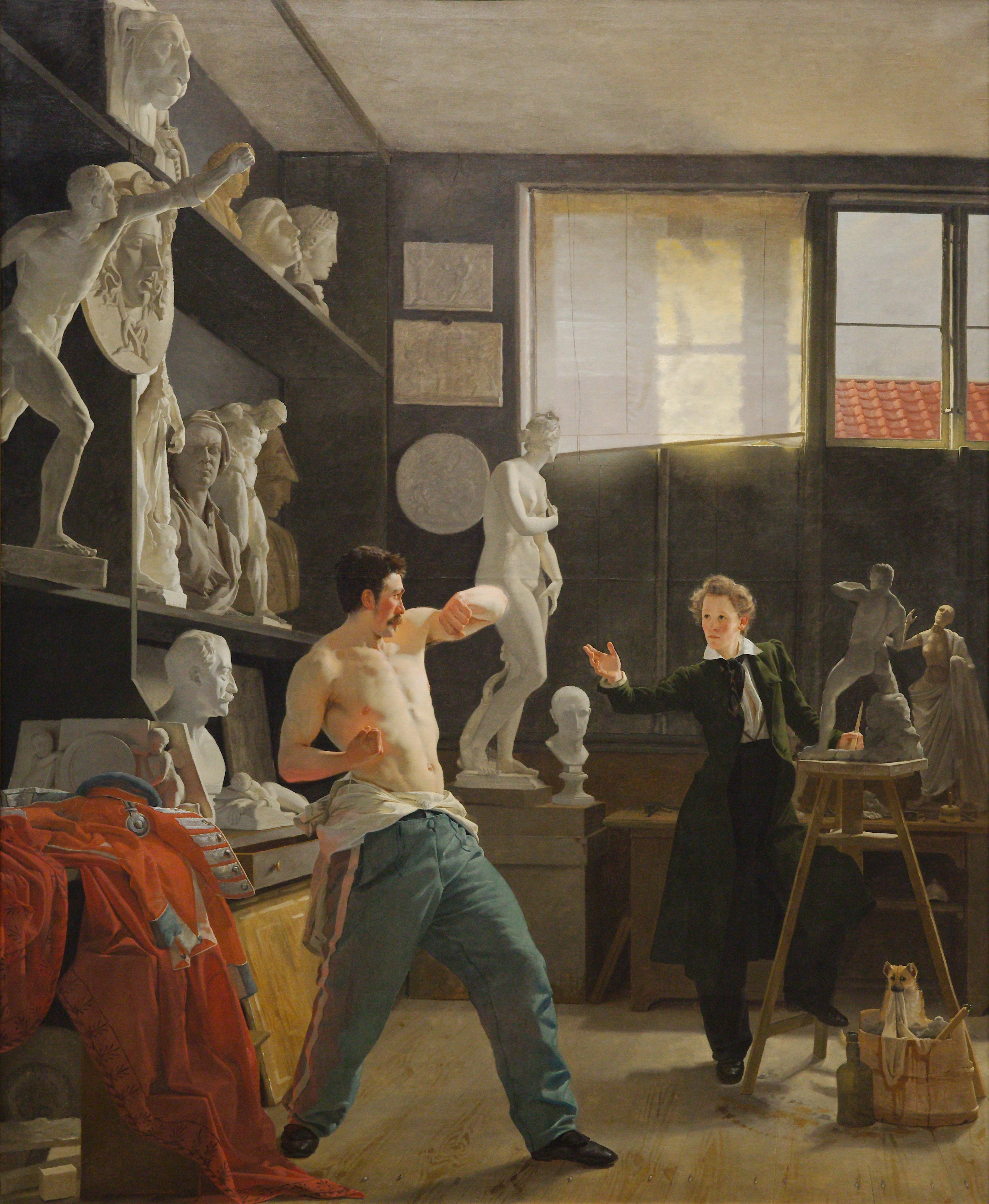
Skulptören Christen Christensen i arbete med levande modell i sin ateljé, 1827
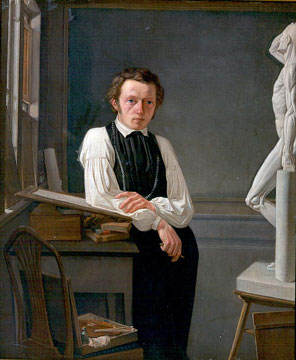
Målaren Niels Peter Holbech, omkring 1830
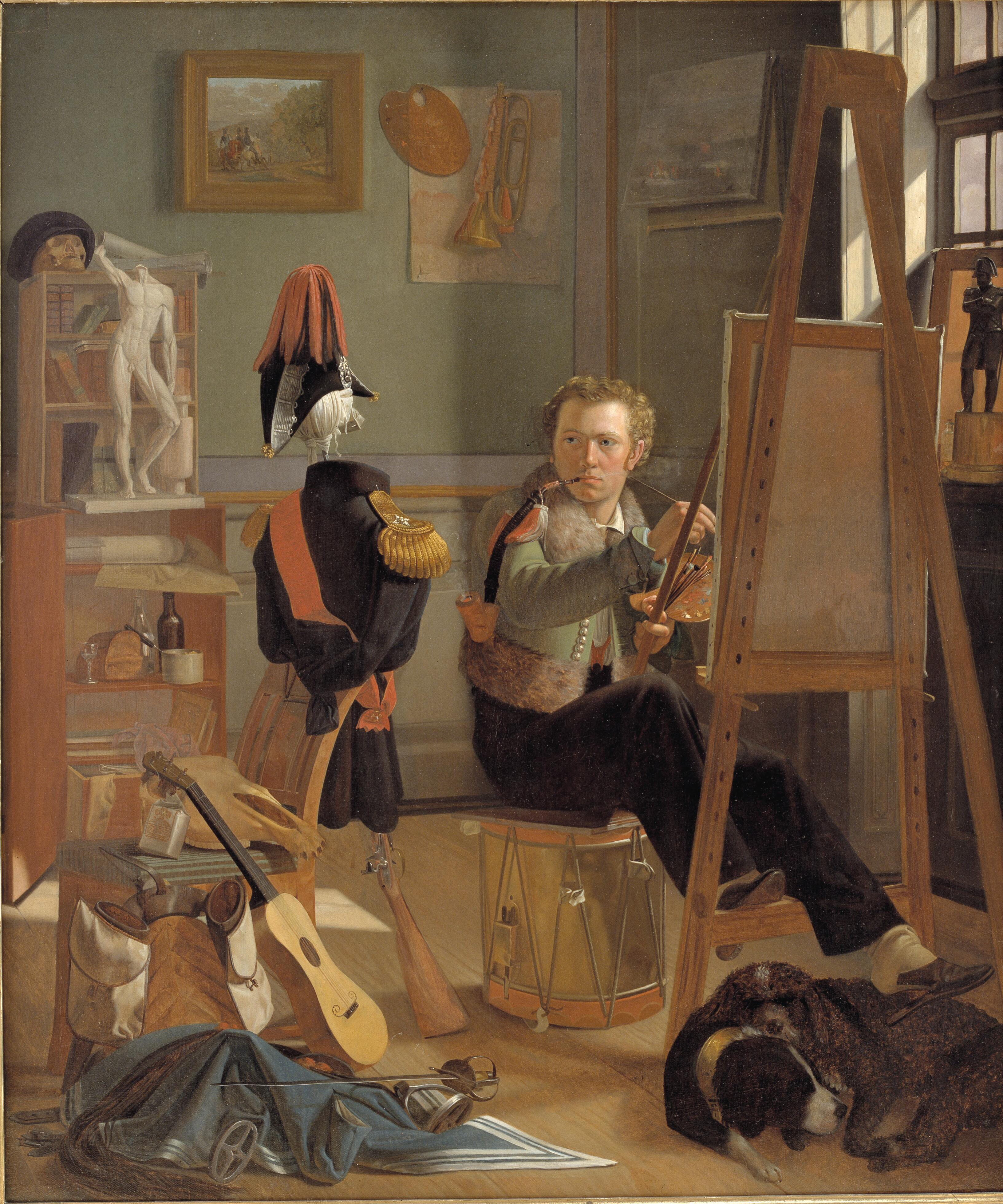
En bataillemaler, Jørgen Sonne (1801–90) i sit arbejdsværelse, 1824–27
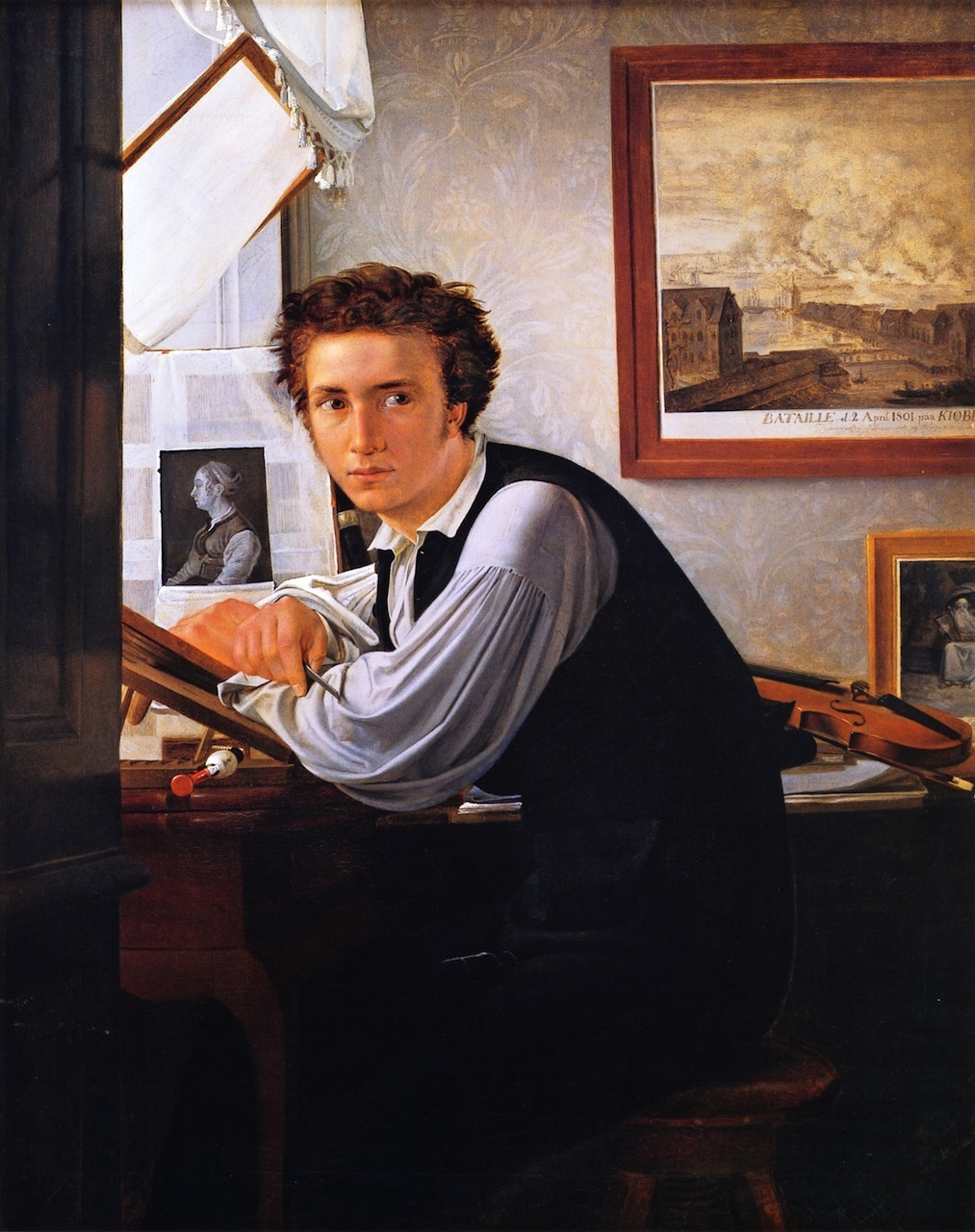
Portræt af kobberstikker Carl Edvard Sonne, omkring 1826